# Ringin Harjo (Bantul)
Ringin Harjo is een bestuurslaag in het regentschap Bantul van de provincie Jogjakarta, Indonesië. Ringin Harjo telt 7722 inwoners (volkstelling 2010).